# 神沢浄
神沢 浄（かんざわ きよし、正式には「神澤淨」。1915年8月25日 - 2007年3月1日）は、日本の政治家。日本社会党参議院議員、衆議院議員。

## 来歴
山梨県中巨摩郡竜王村（現・甲斐市）の農家に生まれる。1933年旧制甲府中学校（現・山梨県立甲府第一高等学校）を卒業。戦前は中国に渡り、貿易会社に勤務する。終戦後は郷里で青年団運動に打ち込み、1947年竜王村村長に当選する。同年4月15日に就任した。翌1948年に社会党に入党。1951年4月4日に村長を退任した。同年の山梨県議会議員選挙に中巨摩郡選挙区から社会党公認で立候補したが、この時は落選した。1955年の県議選では左派社会党から立候補して当選した。1959年の県議選では社会党から立候補して再選した。1962年6月1日、参議院議員選挙立候補のため、県議を辞職した。同年行われた第6回参議院議員通常選挙に山梨県選挙区から社会党公認で立候補したが、吉江勝保に敗れた。1968年の第8回選挙にも立候補したが、再び吉江に敗れた。1970年に補欠選挙がおこなわれ、立候補したが星野重次に敗れた。1971年の第9回選挙でようやく初当選を果たした。1975年には参院逓信委員長に就任した。1977年の第11回選挙に立候補したが、降矢敬雄に敗れて落選した。1979年、第35回衆議院議員総選挙に山梨県全県区から立候補して初当選を果たした。しかし、1980年の第36回総選挙で落選した。その後、1983年の第13回参議院議員通常選挙に立候補したが、志村哲良に敗れて落選した。
1984年、革新陣営に担ぎ出されて竜王町町長に当選。1992年に3選を果たした。在任中に「核兵器廃絶平和町宣言」を行った。1998年勲三等旭日中綬章を受章。
2007年3月1日、脳梗塞のため逝去。享年91。

## 著書
- 『落穂拾い』（青山書房、1986年）